# Apeadeiro de Vale de Santarém

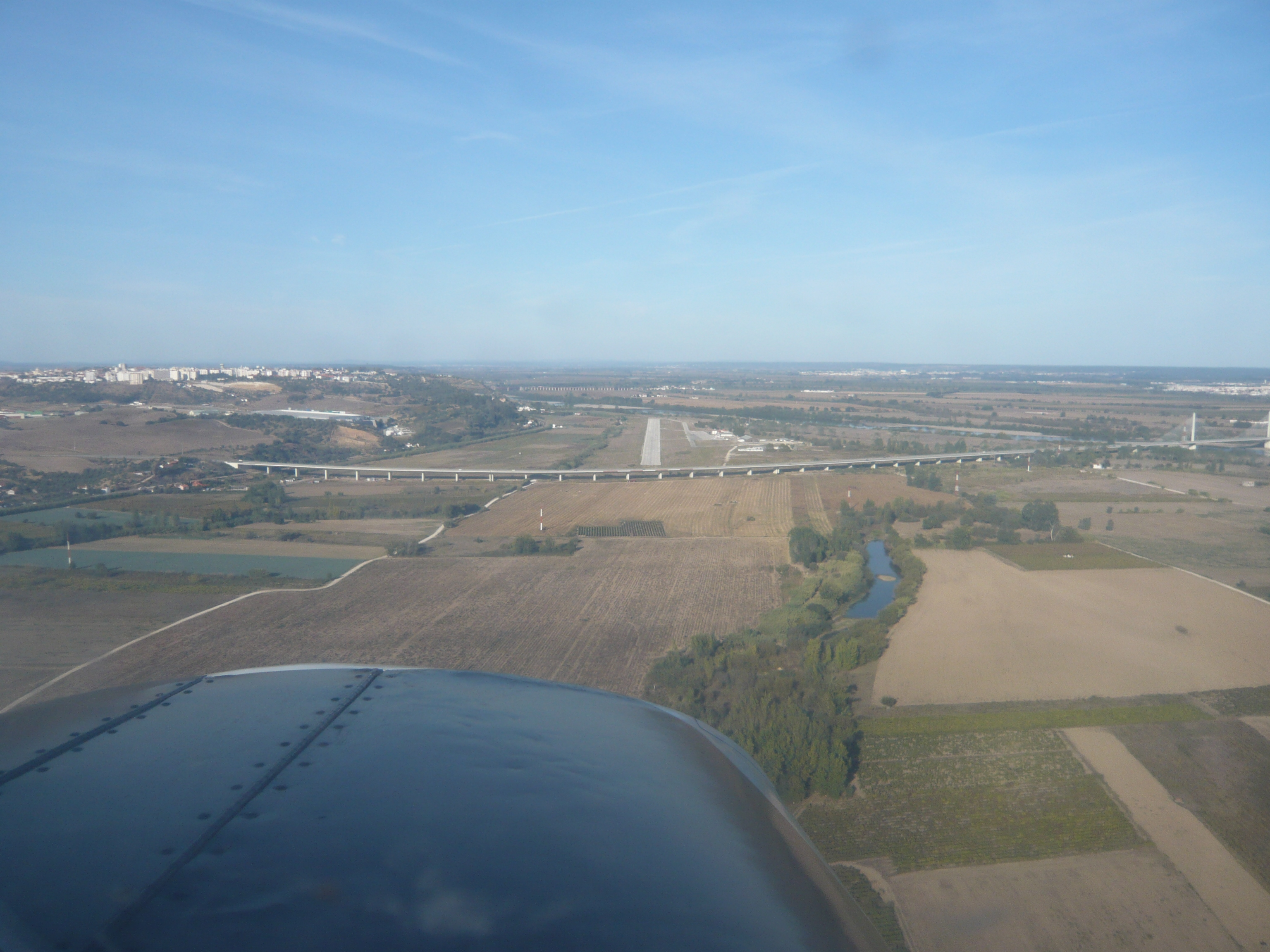
Vista de aeronave aproximando-se do Aeródromo de Santarém, sendo visível à esquerda a Linha do Norte; o apeadeiro de Vale de Santarém situa-se à esquerda deste ponto de vista.

O apeadeiro de Vale de Santarém (nomes anteriormente grafados como "Valle" e "Santarem") é uma interface da Linha do Norte, que serve a localidade de Vale de Santarém, no Distrito de Santarém, em Portugal. Funcionou como ponto de entroncamento com o extinto Ramal de Rio Maior, que entrou ao serviço em 1945.

## Descrição

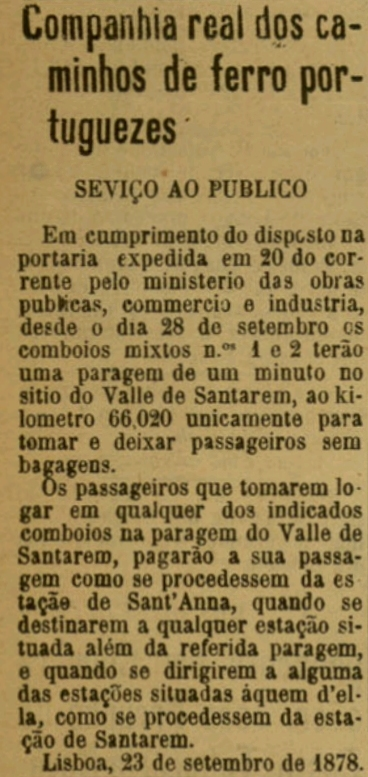
Aviso de 1878 da Companhia Real, informando o público da paragem de alguns comboios em “Valle de Santarem”.

### Localização e acessos
Esta interface tem acesso pela Rua da Estação, em Vale de Santarém, a cirta distância do centro da localidade.

### Infraestrutura
Como apeadeiro de uma linha em via dupla, esta interface apresenta-se nas duas vias de circulação (I e II) cada uma acessível por plataforma com 168 m de comprimento e 90 cm de altura. O edifício de passageiros situa-se do lado poente da via (lado esquerdo do sentido ascendente, para Vilar Formoso).
Situa-se junto a esta interface, ao PK 65+310, a zona neutra de Vale de Santarém que isola os troços da rede alimentados respetivamente pelas subestações de tração de Vila Franca de Xira e de Entroncamento.

### Serviços
Em dados de 2023, esta interface é servida por comboios de passageiros da C.P. de tipo regional com 19 circulações diárias em cada sentido com término em Tomar, e seis com término no Entroncamento, tendo todas com o outro término em Lisboa-S.A..

## História
Esta interface situa-se no troço entre Virtudes e a Ponte de Asseca, que entrou ao serviço em 29 de Junho de 1858.
Em 6 de Março de 1890, a Companhia Real dos Caminhos de Ferro Portugueses foi autorizada a instalar um apeadeiro em Vale de Santarém. Em 31 de Maio de 1893, foi anunciada a abertura do concurso para a construção da estação de Vale de Santarém.

Em 1945, entrou ao serviço o Ramal de Rio Maior, que ligava Vale de Santarém a Rio Maior.